# سالفا
سالفا (بالإسبانية: Salva Funet)‏ هو لاعب كرة قدم إسباني في مركز الدفاع، ولد في 2 يونيو 1981 في مدريد في إسبانيا. لعب مع رايو فايكانو ونادي ألكوركون ونادي أليكانتي ونادي ليغانيس.

## وصلات خارجية
- سالفا على موقع قاعدة بيانات كرة القدم.إي يو (الإنجليزية)
- سالفا على موقع Soccerway.com (الإنجليزية)